# Сан Ђакомо (Асти)
Сан Ђакомо је насеље у Италији у округу Асти, региону Пијемонт.
Према процени из 2011. у насељу је живело 64 становника. Насеље се налази на надморској висини од 224 м.